# Kamnje (gmina Šentrupert)
Kamnje – wieś w Słowenii, w gminie Šentrupert. W 2018 roku liczyła 94 mieszkańców.